# Целевич Володимир Михайлович
Володимир Михайлович (або Миколайович) Целе́вич, псевдонім та криптонім: Волод. Целевич, В. Ц. (21 квітня 1891, Львів, за іншими даними 1890 — 1943, за іншими даними 1944-го в Саратові) — український політик і громадсько-культурний діяч, редактор, адвокат, посол Сейму Другої Польської Республіки II, IV і V каденції, діяч Українського національно-демократичного об'єднання (УНДО).

## Життєпис

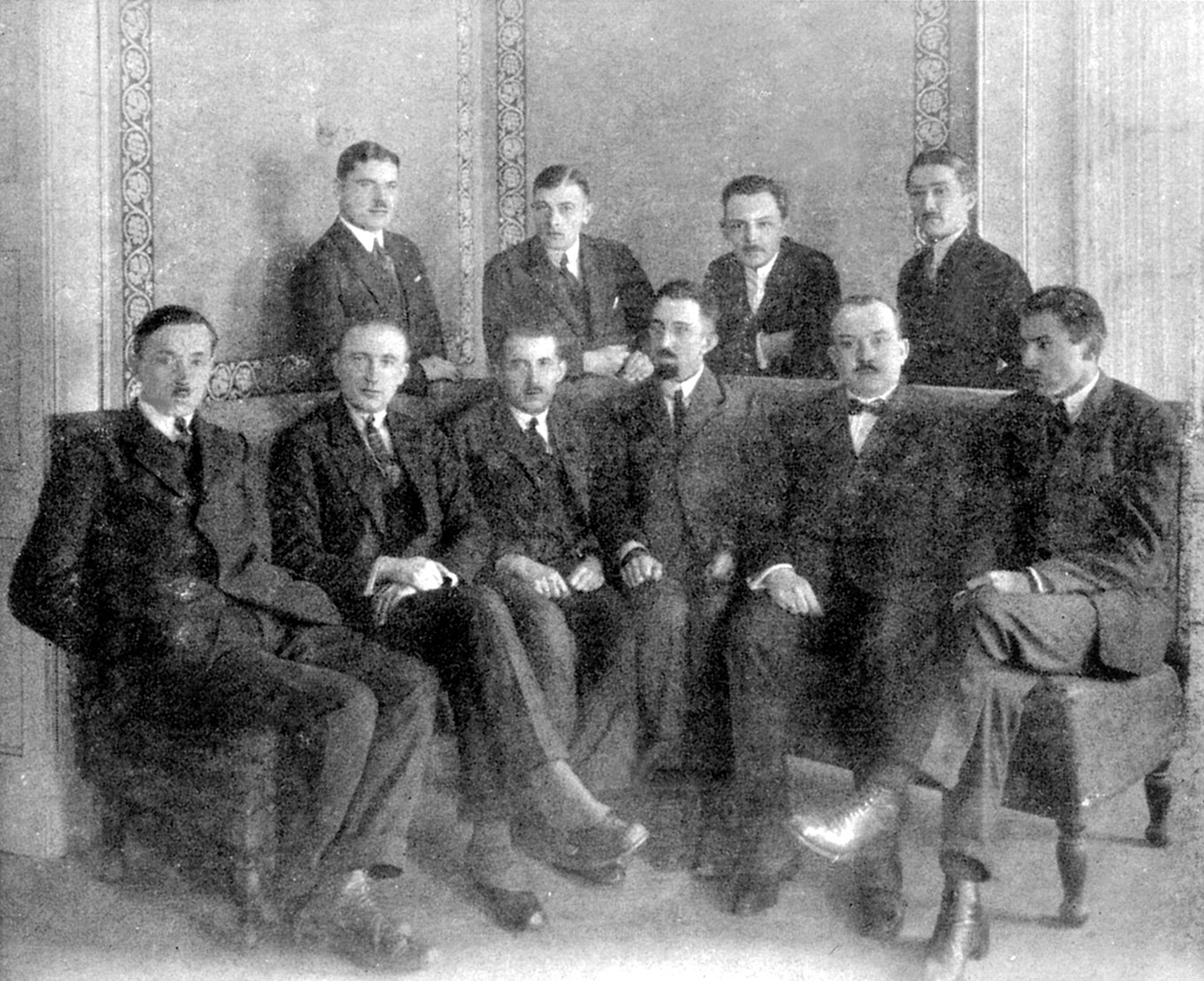
Конференція Начальної Команди УВО. Оліва, березень 1923. Зліва направо сидять: Володимир Бемко, Андрій Мельник, Євген Коновалець, Володимир Целевич, Ярослав Селезінка, Ярослав Індишевський; стоять: Петро Бакович, Юліян Головінський, Осип Рев'юк, Павло Меркун

Закінчив середню школу і відділ права Університету Франца I у Львові. У 1919—1922 роках працював секретарем Українського Горожанського Комітету у Львові. Викладав у Львівському та Кам'янець-Подільському університетах. У 1923—1924 роках перебував у США.
1925 року вийшов з лав УВО, 1926 року заарештований польською владою. Був генеральним секретарем Українського національно-демократичного об'єднання (УНДО, 1925—1928, 1932—1937), послом до польського Сейму (1935—1939), заступником голови Українського посольського клубу.
1929 року був співорганізатором розкопування могил українських січових стрільців біля села Потутори.
У вересні 1939 року був заарештований енкаведистами. За припущеннями, помер від виснаження у в'язниці м. Саратова.

### Політична діяльність
У політичному житті брав участь протягом 1919—1939 років:
- 1919—1922 — секретар Горожанського Комітету у Львові,
- 1920 — член Начальної колегії Української Військової Організації (УВО).
- 1925—1928 і 1932—1937 — генеральний секретар УНДО,
- 1928—1930 і 1935—1939 — посол до Варшавського сейму і заступник голови Українського посольського клубу,
- 1930 — в'язень у Бересті;
- 1935 — разом з Василем Мудрим творець так званої нормалізації,
- 1932—1935 — головний редактор тижневика «Свобода».

1939 року заарештований радянськими каральними органами, які активно намагалися схилити Целевича на свій бік.

## Творчість
Автор праць культурно-просвітнього та політико-правового характеру «Віднова життя і відбудова майна просвітніх товариств» (1918), «Про нові польські шкільні закони» (1925), «Виборчий регулямін до сільських громадських рад у Галичині: практичний порадник» (1935), численних статей.
Низка політичних публікацій та статей у «Ділі» й «Свободі»; серед інших «Нарід, нація, держава» (1934), стаття про виборчу ординацію та самоуправне й муніципальне законодавство в Польщі тощо.